# 亚历克斯·鲍曼 (游泳运动员)
亚历克斯·鲍曼（英語：Alex Baumann，1964年4月21日—），加拿大男子游泳运动员。他曾代表加拿大参加1984年夏季奥林匹克运动会游泳比赛，获得男子200米个人混合泳和男子400米个人混合泳金牌。